# Vang (nhạc cụ)
Vang là bộ chiêng ba chiếc dành riêng cho Vua Lửa (Pơtau Pui) trong cộng đồng dân tộc Gia Rai và vài dân tộc khác ở Việt Nam. Ba chiếc chiêng này đều có núm, màu da cá trê, nhẹ, kích cỡ khác nhau. Chiếc ania có kích cỡ 58 cm, chiếc moong đường kính 36 cm. Người ta xếp chúng theo đường âm cách nhau 1 quãng năm đúng và 1 quãng bốn đúng như bộ chiêng t'rum. Bộ chiêng này có âm thanh trầm và vang, chỉ dùng để tạo tiết tấu, gây không khí cho lễ hội chứ không chơi giai điệu.
Người ta treo những chiêng này trên xà nhà, cách xà nhà khoảng 10 cm rồi ngồi xuống sàn mà đánh. Tay trái giữ thành chiêng, tay phải cầm dùi có đầu bọc vải đánh vào núm chiêng. Ngoài việc chơi giai điệu, tay phải còn có nhiệm vụ điều khiển tiếng chiêng ngân lên hay ngừng lại.
Nhìn chung người ta thường đánh chuông vang với trống lớn Hơgơr Prong, nhưng người đánh trống dùng đùi gỗ mềm để tạo ra âm thanh hòa điệu với loại chiêng này không giống cách đánh mà họ sử dụng trống khi diễn tấu với những nhạc cụ khác hay loại chiêng khác.
Bản nhạc mà người ta hay chơi với chiêng vang là bài "Cúng thần gươm".